# 투낙 투낙 툰
〈투낙 투낙 툰〉(영어: Tunak Tunak Tun, 펀자브어: ਤੁਨਕ ਤੁਨਕ ਤੁਨ)은 1998년 발매된 인도 가수 달러 멘디의 방그라, 인디팝 노래이다. 인도 최초로 크로마키 기법을 활용한 뮤직비디오가 제작되었다.
인도 현지에서 곡과 뮤직비디오 모두 큰 인기를 끌었으며, 달러 멘디는 당대 최고의 인기 팝스타로 등극했다. 또한 해외에서도 컬트적인 인기를 끌면서 성공을 거두었으며, 2000년대를 상징하는 인터넷 밈으로 등극하였다.
이 곡이 유행할 당시 대한민국에서는 몬더그린의 영향을 받아 〈뚫훍송〉으로 알려졌으며, SBS의 코미디 프로그램인 웃음을 찾는 사람들에서 만사마의 배경음악으로 인기를 끌기 시작했다. TV 프로그램이나 광고의 배경 음악을 많이 쓰인 것도 인기에 한몫했다.

## 상세
곡 제목이기도 한 "Tunak Tunak Tun" (투낙 투낙 툰)이란 후렴구는 인도 북부 펀자브 지방의 전통 악기인 툼비의 소리를 나타내는 말이다. 가사 도중에는 에크타라 (Ektara)나 툰투나 (tuntuna) 같은 다른 전통 악기도 언급된다.
뮤직비디오의 경우 달러 멘디 본인만 등장하여 춤을 추는데, 평소 자신의 뮤직비디오에 아름답고 춤추는 여성이 많이 등장해서 인기를 끄는 것이라는 비판에 시달려서 이런 결정을 내렸다고 한다. 당시 인도에서는 처음으로 블루스크린 기법을 동원해 제작되었으며, 이를 통해 달러 멘디의 등 뒤로 사막이나 산맥 풍경, 성 바실리 대성당 같은 CG 배경을 합성하였다. 뮤직비디오 제작에 들어간 예산은 당시 총 ₹2,500,000 ($610,000)에 달했다고 전해진다.
뮤직비디오의 내용은 네 명의 멘디가 등장해 여러 몸짓을 선보이는 풍경이 담겨 있다. 호화로운 인도 전통 의상 차림의 멘디들은 각각 고대 4원소를 상징하고 있는데, 지구를 상징하는 멘디는 붉은색 옷을, 불을 상징하는 멘디는 주황색 옷을, 바람을 상징하는 멘디는 갈색을, 물을 상징하는 멘디는 녹색 옷을 입은 모습이다. 불타는 혜성 모습으로 등장해 사람으로 변신한 멘디들은 교대로 노래하며 춤추고, 서로 가리키며 이야기도 한다. 나중에는 태초의 혜성 모습으로 되돌아가더니 다함께 합쳐져서 에메랄드 장식이 달린 금색 옷차림의 거대한 멘디를 만들어낸다.
2022년 10월 기준으로 소닉 뮤직 인디아에서 유튜브에 올린 본 곡의 뮤직비디오 조회수는 200만 건을 돌파한 상태다.

## 반응
1998년 인도 음악잡지 《라시트리야 사하라》에서는 달러 멘디의 신곡에 혹평을 내렸다. 그러나 인도 히트 싱글 1위를 기록하는 등 대중적인 인기를 끌었고, 1998년 한해 가장 많이 팔린 인디팝 싱글로 기록되었다.
이듬해 1999년부터는 영국과 미국 등지의 남아시아 이민자들을 중심으로 인기를 끌고 곧이어 일본을 비롯한 동아시아 시장권에서도 입소문을 타면서 컬트적인 인기를 끌기 시작했다. 중국에서는 몬더그린 현상으로 '나는 둥베이에서 흙장난을 해' (我在東北玩泥巴)라는 우스꽝스러운 곡으로 알려졌다.
2000년대 들어 "Tunak Tunak Tun"은 인터넷상에서 짤방으로 나돌며 누리꾼들 사이에서 더 큰 인기를 끌기 시작했다. 2007년 블리자드 엔터테인먼트에서는 자사 MMORPG 게임 《월드 오브 워크래프트: 불타는 성전》의 캐릭터 모션으로 본 곡의 춤을 넣었다. 또 게임 《메달 오브 아너: 얼라이드 어썰트》에서도 이스터 에그로 이 곡의 춤이 나왔다.
대한민국에서는 2002년 9월 나우누리 유머란에서 '세계최고뮤직비디오'라는 제목의 게시물이 처음 올라오면서 알려졌다. 몬더그린 현상으로 첫 구절을 '뚫훍뚫훍뚫'으로 인식, 제목을 '뚫훍송'으로 이름붙이게 되었으며, 당시 유행하던 엽기송의 하나로서 인기를 끌었다. SBS 개그 프로그램 웃찾사의 등장인물인 '만사마'의 등장곡으로도 쓰이며 더 큰 인지도를 얻었으며, 의류업체의 TV CF 배경음악으로도 쓰였다.

## 차트 기록
| 차트 (1998년 / 2016년)        | 최고 순위 |
| ----------------------------- | --------- |
| 벨기에 (울트라탑 50 플란더런) | 28위      |
| 인도 히트 싱글                | 1위       |